# Comuna Luka, raionul Jîtomîr, regiunea Jîtomîr
Luka (în ucraineană Луківська сільська рада) este o comună în raionul Jîtomîr, regiunea Jîtomîr, Ucraina, formată din satele Luka (reședința), Mlînîșce și Verșîna.

## Demografie
Componența lingvistică a comunei Luka
     Ucraineană (96,9%)
     Rusă (2,67%)
     Alte limbi (0,22%)
Conform recensământului din 2001, majoritatea populației comunei Luka era vorbitoare de ucraineană (96,9%), existând în minoritate și vorbitori de rusă (2,67%).